# Поцелуев (хутор)
Поцелуев — хутор в Белокалитвинском районе Ростовской области.
Входит в состав Белокалитвинского городского поселения.

## География
Хутор расположен в 32 км (по дорогам) северо-западнее города Белая Калитва (райцентр), на левом берегу реки Северский Донец.

### Улицы
| - пер. Солнечный, - пер. Цветочный, - пер. Школьный, - ул. Бунина, - ул. Газодобытчиков, - ул. Есенина, - ул. Лихачева, | - ул. Лунная, - ул. Покрышкина, - ул. Сахарова, - ул. Солнечная, - ул. Старцева, - ул. Студенческая. |

## Население
| 1989 | 2002 | 2010 |
| ---- | ---- | ---- |
| 555  | ↗585 | ↘515 |

### Известные люди
В хуторе родился Семиглазов, Фёдор Нестерович — Герой Советского Союза.